# إسحاق مكيم
إسحاق مكيم (بالإنجليزية: Isaac McKim)‏ (و. 1775 – 1838 م)هو سياسي من الولايات المتحدة الأمريكية . ولد في بالتيمور، ماريلاند .
وهو عضو في الحزب الديمقراطي الأمريكي .
توفي في بالتيمور، ماريلاند .